# Pristaulacus fasciatipennis
Pristaulacus fasciatipennis är en stekelart som beskrevs av Cameron 1906. Pristaulacus fasciatipennis ingår i släktet Pristaulacus och familjen vedlarvsteklar. Inga underarter finns listade i Catalogue of Life.